# توماس هيثكوت
توماس هيثكوت (بالإنجليزية: Thomas Heathcote)‏ هو ممثل هندي (وحمل سابقاً جنسية الراج البريطاني)، ولد في 9 سبتمبر 1917 في شيملا في الهند، وتوفي في 5 يناير 1986 في لندن في المملكة المتحدة.

## وصلات خارجية
- توماس هيثكوت على موقع IMDb (الإنجليزية)
- توماس هيثكوت على موقع قاعدة بيانات الفيلم (الإنجليزية)